# أوقست جي. بايبر
أوقست جي. بايبر هو فلاح وسياسي أمريكي، ولد في 23 نوفمبر 1864، وتوفي في 12 يوليو 1945. نشط حزبياً في الحزب الجمهوري. وقد انتخب عضو جمعية ولاية ويسكونسن ‏.